# 라구나 동판 비문

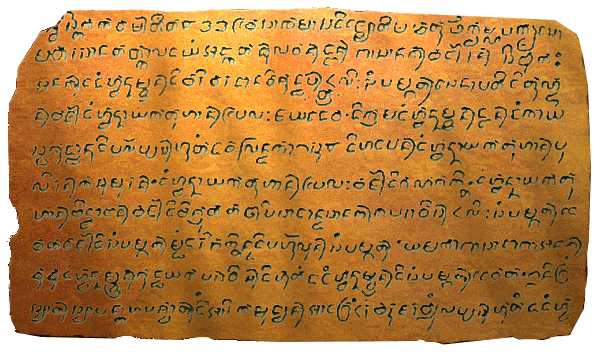
라구나 동판 비문(900 A.D.)은 표면에 망치질로 새겨넣은 문자이다. 이것은 유럽인 식민지주의자들이 16세기에 도래할 때까지 인도 문명(슈리비자야 제국)의 영향을 심하게 받은 것을 보여준다.

라구나 동판 비문(영어: Laguna Copperplate Inscription, 타갈로그어: Inskripsyon sa Binatbat na Tanso ng Laguna)는 필리핀에서 가장 초기로 알려진 서면 문서이다. 이 판은 1989년에 라구나주 바랑가이에 있는 룸방 강 근처에서 노동자들에 의해 발견되었다. 동판에 새겨진 비문을 해석한 것은 네덜란드의 인류학자 안툰 포스트마였다.
이 판의 발견은 고대 타갈로그 족과 다양한 동시대의 자바 메당 왕국, 슈리비자야 제국, 인도 중왕국 등 아시아 문명과의 문화 연계의 증거로서 인용되고 있다.

## 설명
이 비문은 20 × 30 cm 크기의 얇은 동판 위에 음각으로 판 글이 새겨져 있다. 이것은 그 시기의 자바 스크롤과는 다르며, 이것은 금속을 달궈서 부드럽게 만든 판 위에 새겨진 글자들을 가지고 있다.
그 위에 새겨진 것은 사카 시대 822년, 와이사카 달, 하현달 네째 일이었으며, 현대적인 그레고리력으로는 서기 900년 4월 21일 월요일에 해당한다. 사용된 표기 체계는 카위 문자로, 그 문제는 옛 말레이 문자의 다양한 변종이며, 많은 산스크리트어에서 빌려온 차용어들을 포함하고 있고, 어원이 고대 자바로 추정되는 몇 개의 비 말레이계 어휘들이 있다. 어떤 이들은 이것이 고대 타갈로그어와 고대 자바어의 중간에 있는 것이라고 주장한다. 그 문서는 1 카티와 8 수와르나스(865g)에 이르는 금을 빚진 남와란 어린이를 소유자로 말하고 있다.
네덜란드 인류학자이자 하누노오 문자 전문가인 안툰 파스트마는 그 문서가 톤도의 위치들 또한 언급하고 있다고 결론을 내렸다. 파일라는 현재의 바랑가이 산 로렌소의 외딴 지역이며, 비누안간은 현재 오반도의 일부이며, 풀리안, 므당(자바의 메당 왕국)은 오늘 날의 인도네시아에 존재한다. 필라와 풀리판의 정확한 위치 오늘 날의 필리 타운과 예전에는 ‘풀리란’으로 알려진 베이호(메트로 마닐라 남동부의 대형 담수호)의 남동부 지역을 언급할 수도 있기 때문에 논쟁 중이다. 두 지역 모두 동판이 발견된 지역과 가깝다.
남와란(Namwaran)을 참조하는 것 또한 죽은 이를 나타내는 비사야 어 용어인 나와라(nawara)의 축약일 수도 있다. 고대 비사야 관습에서 죽은 이의 이름은 공경의 의미로 대화에 사용하지 않았다. 현대 와라이 어의 빈완간(Binwangan)이라는 말은 ‘강 어귀’를 뜻하고, 반면 풀리란(Puliran)이라는 말은 언덕에서 평지로 구르는 것을 의미한다. 이것은 오늘날의 룸반 타운의 지형학적 특징이다.

## 같이 보기
- 필리핀의 역사